# Kreis Ilfeld
| Basisdaten                                      | Basisdaten          |
| ----------------------------------------------- | ------------------- |
| Preußische Provinz                              | Hannover            |
| Regierungsbezirk                                | Hildesheim          |
| Verwaltungssitz                                 | Ilfeld              |
| Bestandszeitraum                                | 1885–1932           |
| Fläche                                          | 273 km² (1925)      |
| Einwohner                                       | 17.141 (1925)       |
| Bevölkerungsdichte                              | 63 Einw./km² (1925) |
| Lage des Kreises Ilfeld in der Provinz Hannover |                     |
|                                                 |                     |

Der Kreis Ilfeld war von 1885 bis 1932 ein Landkreis im Regierungsbezirk Hildesheim in der preußischen Provinz Hannover. Er bestand aus zwei räumlich getrennten Teilen, den ehemaligen Ämtern Elbingerode und Hohnstein, wobei der Kreisteil Hohnstein eine Exklave der Provinz Hannover war. Auf einer Fläche von 273 km² umfasste der Kreis 22 Gemeinden, 4 Gutsbezirke und 2 Forstbezirke.

## Einwohnerentwicklung
| Jahr | Evangelische | Katholiken | sonstige Christen | Juden | Gesamt |
| ---- | ------------ | ---------- | ----------------- | ----- | ------ |
| 1890 | 14.537       | 103        | 0                 | 7     | 14.647 |
| 1900 | 15.641       | 181        | 0                 | 0     | 15.827 |
| 1910 | 16.445       | 175        | 0                 | 0     | 16.656 |
| 1925 | 16.771       | 255        | 15                | 6     | 17.141 |

## Geschichte
Der Kreis Ilfeld wurde 1885 mit der Einführung der Kreisordnung für die Provinz Hannover aus den alten Ämtern Elbingerode und Hohnstein gebildet. Der Flecken Ilfeld wurde zum Verwaltungssitz bestimmt. Am 1. Oktober 1932 wurde der Kreis aufgelöst und sein Gebiet der Provinz Sachsen zugeordnet. Die Gemeinden des ehemaligen Amtes Elbingerode kamen zum Landkreis Wernigerode im Regierungsbezirk Magdeburg und die Gemeinden des ehemaligen Amtes Hohnstein zum Landkreis Grafschaft Hohenstein im Regierungsbezirk Erfurt. Das ehemalige Amt Hohnstein gehört heute bis auf Bösenrode zu Thüringen, Elbingerode und die ehemalige Gemeinde Bösenrode zu Sachsen-Anhalt.

## Landräte
- 1885–1900 Bernhard von Fumetti
- 1900–1917 Ludwig von Doetinchem de Rande
- 1919–1929 Gustav von Quadt-Wyckrath-Hüchtenbruck (bis 1919 kommissarisch)
- 1930–1931 Hans Ritter (bis 1930 kommissarisch)
- 1931–1932 Siegfried Middelhaufe

## Gemeinden
Die Gemeinden des Kreises Ilfeld und ihr Verbleib nach der Auflösung des Kreises:
| Gemeinde                  | 1932 zum Landkreis    | Zugehörigkeit 2022                                    |
| ------------------------- | --------------------- | ----------------------------------------------------- |
| Appenrode                 | Grafschaft Hohenstein | OT von Ellrich, Landkreis Nordhausen                  |
| Bösenrode                 | Grafschaft Hohenstein | OT von Berga (Kyffhäuser), Landkreis Mansfeld-Südharz |
| Buchholz                  | Grafschaft Hohenstein | OT von Nordhausen, Landkreis Nordhausen               |
| Elbingerode               | Wernigerode           | OT von Oberharz, Landkreis Harz                       |
| Elend                     | Wernigerode           | OT von Oberharz, Landkreis Harz                       |
| Harzungen                 | Grafschaft Hohenstein | OT von Harztor, Landkreis Nordhausen                  |
| Hohnsteinsche Forst       | Grafschaft Hohenstein | OT von Ellrich, Landkreis Nordhausen                  |
| Ilfeld                    | Grafschaft Hohenstein | OT von Harztor, Landkreis Nordhausen                  |
| Königshof                 | Wernigerode           | OT von Oberharz, Landkreis Harz                       |
| Krimderode                | Grafschaft Hohenstein | OT von Nordhausen, Landkreis Nordhausen               |
| Leimbach                  | Grafschaft Hohenstein | OT von Nordhausen, Landkreis Nordhausen               |
| Neustadt unterm Hohnstein | Grafschaft Hohenstein | OT von Harztor, Landkreis Nordhausen                  |
| Niedersachswerfen         | Grafschaft Hohenstein | OT von Harztor, Landkreis Nordhausen                  |
| Osterode                  | Grafschaft Hohenstein | OT von Harztor, Landkreis Nordhausen                  |
| Petersdorf                | Grafschaft Hohenstein | OT von Nordhausen, Landkreis Nordhausen               |
| Rothehütte                | Wernigerode           | OT von Oberharz, Landkreis Harz                       |
| Rüdigsdorf                | Grafschaft Hohenstein | OT von Nordhausen, Landkreis Nordhausen               |
| Steigerthal               | Grafschaft Hohenstein | OT von Nordhausen, Landkreis Nordhausen               |
| Sülzhayn                  | Grafschaft Hohenstein | OT von Ellrich, Landkreis Nordhausen                  |
| Urbach                    | Grafschaft Hohenstein | Landkreis Nordhausen                                  |
| Werna                     | Grafschaft Hohenstein | OT von Ellrich, Landkreis Nordhausen                  |
| Wiegersdorf               | Grafschaft Hohenstein | OT von Harztor, Landkreis Nordhausen                  |